# Petraschpaleis
Het Petraschpaleis (Tsjechisch: Petrášův palác en Duits: Petrasch-Palast) is een stadspaleis in de Moravische stad Olomouc in Tsjechië. Het gebouw is vernoemd naar de von Petrasch-familie. Het paleis is aan het Horní náměstí (Bovenplein) gelegen. Sinds 1958 is het Petraschpaleis als cultureel monument (kulturní památka) beschermd.

## Geschiedenis
Het Petraschpaleis is gebouw op de plek waar eerder twee middeleeuwse huizen hadden gestaan. Het heeft een gotische kern en is in de tweede helft van de 16e eeuw in renaissancestijl verbouwd. Het huis was onder andere in eigendom van de adellijke geslachten Wierben, Zierotin en Zwole. In 1709 brandde het paleis grotendeels af, waarna tussen 1725 en 1734 Anna Marie vrijvrouwe von Petrasch het paleis, inclusief de façade, in barokstijl liet verbouwen. Tussen 1741 en 1751 was het door Joseph vrijheer von Petrasch, de zoon van Anna Marie von Petrasch, gestichte Societas eruditorum incognitorum in terris Austriacis (Vereniging van onbekende geleerden in de Oostenrijkse landen), het eerste wetenschappelijk genootschap in het Habsburgse rijk, in het Petraschpaleis gevestigd. Sinds 2001 is een vestiging van de Národní památkový ústav (Nationale monumenteninstituut) in het gebouw ondergebracht.